# Liste des candidates de Drag Race
Cette liste des candidates de Drag Race indique les personnes ayant participé à l'émission RuPaul's Drag Race et ses variantes internationales.
RuPaul's Drag Race est une émission de télé-réalité de compétition américaine créée en 2009 par Fenton Bailey, Randy Barbato et RuPaul, au cours de laquelle est sélectionnée la « prochaine superstar du drag des États-Unis ». Son succès a engendré la création de séries dérivées comme RuPaul's Drag Race All Stars, ainsi que de nombreuses versions internationales au Chili, en Thaïlande, au Royaume-Uni, au Canada, aux Pays-Bas, en Australie & Nouvelle-Zélande, en Espagne, en Italie, en France, aux Philippines, en Allemagne, en Belgique, au Brésil, au Mexique, en Suède et en Afrique du Sud (à venir),,,,,,,,,,.
224 candidates sont apparues dans la franchise américaine au cours de dix-sept saisons ; 98 de ces candidates ont concouru dans une ou plusieurs des dix saisons de RuPaul's Drag Race All Stars ; et 461 autres candidates sont apparues dans les versions internationales de l'émission.
Alexis Mateo, Eureka!, Jujubee et Ginger Minj sont les seules candidates à avoir concouru dans quatre saisons de la franchise Drag Race. De nombreuses candidates ont concouru dans trois saisons : Shangela, Gia Gunn, Latrice Royale, Manila Luzon, Ginger Minj, Pandora Boxx, Yara Sofia, Mo Heart, Monét X Change, Shea Couleé, Trinity The Tuck, Ra'Jah O'Hara, Silky Nutmeg Ganache, Jimbo, Mayhem Miller, Scarlet Envy, Pakita, Roxxxy Andrews, Shannel, Vanessa Vanjie Mateo, Cheryl Hole, Kennedy Davenport, Lemon, Alyssa Edwards, Aja, Cynthia Lee Fontaine, Jorgeous et Soa de Muse.
Six candidates ont perdu la vie depuis la création de la franchise : Sahara Davenport en 2012, à l'âge de 27 ans ; Chi Chi DeVayne en 2020, à l'âge de 34 ans ; Cherry Valentine en 2022, à l'âge de 28 ans ; Bandit en 2023, à l'âge de 38 ans ; The Vivienne en 2025, à l'âge de 32 ans ; Jiggly Caliente en 2025, à l'âge de 44 ans.

## International

### RuPaul's Drag Race: Global All Stars
| Saison | Candidate         | Âge | Saison originale               | Saison originale | Classement original | Classement |
| ------ | ----------------- | --- | ------------------------------ | ---------------- | ------------------- | ---------- |
| 1      | Alyssa Edwards    | 43  | Drapeau des États-Unis         | Saison 5         | 6e place            | Gagnante   |
| 1      | Kitty Scott-Claus | 31  | Drapeau du Royaume-Uni         | Saison 3         | Seconde             | Secondes   |
| 1      | Kween Kong        | 31  | Drapeau de la Nouvelle-Zélande | Saison 2         | Seconde             | Secondes   |
| 1      | Nehellenia        | 33  | Drapeau de l'Italie            | Saison 2         | Seconde             | Secondes   |
| 1      | Tessa Testicle    | 25  | Drapeau de la Suisse           | Saison 1         | 8e place            | 5e place   |
| 1      | Vanity Vain       | 31  | Drapeau de la Suède            | Saison 1         | 3e place            | 6e place   |
| 1      | Pythia            | 28  | Drapeau du Canada              | Saison 2         | Seconde             | 7e place   |
| 1      | Gala Varo         | 34  | Drapeau du Mexique             | Saison 1         | Seconde             | 8e place   |
| 1      | Soa de Muse       | 31  | Drapeau de la France           | Saison 1         | Seconde             | 9e place   |
| 1      | Eva Le Queen      | 35  | Drapeau des Philippines        | Saison 1         | 3e / 4e place       | 10e place  |
| 1      | Miranda Lebrão    | 34  | Drapeau du Brésil              | Saison 1         | Seconde             | 11e place  |
| 1      | Athena Likis      | 27  | Drapeau de la Belgique         | Saison 1         | Seconde             | 12e place  |

### RuPaul's Drag Race: UK vs The World
| Saison        | Candidate     | Âge                    | Saison originale        | Saison originale | Classement original | Classement        | Saison | Candidate                  | Âge | Saison originale        | Saison originale | Classement original | Classement        |
| ------------- | ------------- | ---------------------- | ----------------------- | ---------------- | ------------------- | ----------------- | ------ | -------------------------- | --- | ----------------------- | ---------------- | ------------------- | ----------------- |
| 1             | Blu Hydrangea | 25                     | Drapeau du Royaume-Uni  | Saison 1         | 5e place            | Gagnante          | 2      | Tia Kofi                   | 32  | Drapeau du Royaume-Uni  | Saison 2         | 7e place            | Gagnante          |
| 1             | Mo Heart      | 34                     | Drapeau des États-Unis  | Saison 10        | 8e place            | Seconde           | 2      | Hannah Conda               | 31  | Drapeau de l'Australie  | Saison 2         | Seconde             | Seconde           |
| 1             | Baga Chipz    | 31                     | Drapeau du Royaume-Uni  | Saison 1         | 3e place            | 3e place 4e place | 2      | La Grande Dame             | 23  | Drapeau de la France    | Saison 1         | Seconde             | 3e place 4e place |
| 1             | Jujubee       | 36                     | Drapeau des États-Unis  | Saison 2         | 3e place            | 3e place 4e place | 2      | Marina Summers             | 26  | Drapeau des Philippines | Saison 1         | Seconde             | 3e place 4e place |
| 1             | Janey Jacké   | 28                     | Drapeau des Pays-Bas    | Saison 1         | Seconde             | 5e place          | 2      | Scarlet Envy               | 30  | Drapeau des États-Unis  | Saison 11        | 10e place           | 5e place          |
| 1             | Pangina Heals | 32                     | Drapeau de la Thaïlande | —                | —                   | 6e place          | 2      | Choriza May                | 31  | Drapeau du Royaume-Uni  | Saison 3         | 6e/7e place         | 6e place          |
| 1             | Jimbo         | 37                     | Drapeau du Canada       | Saison 1         | 4e place            | 7e place          | 2      | Gothy Kendoll              | 25  | Drapeau du Royaume-Uni  | Saison 1         | 10e place           | 7e place          |
| 1             | Cheryl Hole   | 27                     | Drapeau du Royaume-Uni  | Saison 1         | 4e place            | 8e place          | 2      | Keta Minaj                 | 42  | Drapeau des Pays-Bas    | Saison 1         | 4e place            | 8e place          |
| 1             | Lemon         | 25                     | Drapeau du Canada       | Saison 1         | 5e place            | 9e place          | 2      | Jonbers Blonde             | 33  | Drapeau du Royaume-Uni  | Saison 4         | 3e/4e place         | 9e place          |
|               |               |                        |                         |                  |                     |                   | 2      | Arantxa Castilla-La Mancha | 25  | Drapeau de l'Espagne    | Saison 1         | 7e place            | 10e place         |
| Mayhem Miller | 42            | Drapeau des États-Unis | Saison 10               | 10e place        | 11e place           |                   | 2      |                            |     |                         |                  |                     |                   |

### Canada's Drag Race: Canada vs The World
| Saison | Candidate            | Âge | Saison originale               | Saison originale | Classement original | Classement        | Saison | Candidate          | Âge | Saison originale       | Saison originale | Classement original | Classement        |
| ------ | -------------------- | --- | ------------------------------ | ---------------- | ------------------- | ----------------- | ------ | ------------------ | --- | ---------------------- | ---------------- | ------------------- | ----------------- |
| 1      | Ra'Jah O'Hara        | 36  | Drapeau des États-Unis         | Saison 11        | 9e place            | Gagnante          | 2      | Lemon              | 28  | Drapeau du Canada      | Saison 1         | 5e place            | Gagnante          |
| 1      | Silky Nutmeg Ganache | 31  | Drapeau des États-Unis         | Saison 11        | 3e/4e place         | Seconde           | 2      | Alexis Mateo       | 44  | Drapeau des États-Unis | Saison 3         | 3e place            | Seconde           |
| 1      | Rita Baga            | 34  | Drapeau du Canada              | Saison 1         | Seconde             | 3e place 4e place | 2      | Cheryl             | 30  | Drapeau du Royaume-Uni | Saison 1         | 4e place            | 3e place 4e place |
| 1      | Victoria Scone       | 29  | Drapeau du Royaume-Uni         | Saison 3         | 10e place           | 3e place 4e place | 2      | Kennedy Davenport  | 43  | Drapeau des États-Unis | Saison 7         | 4e place            | 3e place 4e place |
| 1      | Vanity Milan         | 30  | Drapeau du Royaume-Uni         | Saison 3         | 4e place            | 5e place          | 2      | Miss Fiercalicious | 27  | Drapeau du Canada      | Saison 3         | 3e/4e place         | 5e place          |
| 1      | Icesis Couture       | 35  | Drapeau du Canada              | Saison 2         | Gagnante            | 6e place          | 2      | Eureka!            | 33  | Drapeau des États-Unis | Saison 9         | 11e place           | 6e place          |
| 1      | Anita Wigl'it        | 32  | Drapeau de la Nouvelle-Zélande | Saison 1         | 8e place            | 7e place          | 2      | Tynomi Banks       | 42  | Drapeau du Canada      | Saison 1         | 9e place            | 7e place          |
| 1      | Stephanie Prince     | 24  | Drapeau du Canada              | Saison 2         | 10e place           | 8e place          | 2      | Le Fil             | 38  | Drapeau du Royaume-Uni | Saison 4         | 7e place            | 8e place          |
| 1      | Kendall Gender       | 31  | Drapeau du Canada              | Saison 2         | Seconde             | 9e place          | 2      | La Kahena          | 31  | Drapeau de la France   | Saison 1         | 10e place           | 9e place          |

### Drag Race Philippines: Slaysian Royale
| Saison | Candidate      | Âge | Saison originale        | Saison originale | Classement original | Classement |
| ------ | -------------- | --- | ----------------------- | ---------------- | ------------------- | ---------- |
| 1      | Arizona Brandy | 28  | Drapeau des Philippines | Saison 2         | Seconde             |            |
| 1      | Bernie         | 38  | Drapeau des Philippines | Saison 2         | 3e place            |            |
| 1      | Brigiding      | 33  | Drapeau des Philippines | Saison 1         | 6e place            |            |
| 1      | Ivory Glaze    | 28  | Drapeau de l'Australie  | Saison 3         | 9e place            |            |
| 1      | Khianna        | 23  | Drapeau des Philippines | Saison 3         | Seconde             |            |
| 1      | Kitty Space    | 29  | Drapeau de la France    | Saison 2         | 9e place            |            |
| 1      | Madame Yoko    | 34  | Drapeau de la Belgique  | Saison 2         | 8e place            |            |
| 1      | Siam Phusri    | 35  | Drapeau de la Thaïlande | Saison 3         | 7e place            |            |
| 1      | Suki Doll      | 31  | Drapeau du Canada       | Saison 2         | 9e place            |            |
| 1      | Sum Ting Wong  | 36  | Drapeau du Royaume-Uni  | Saison 1         | 7e place            |            |
| 1      | Viñas DeLuxe   | 28  | Drapeau des Philippines | Saison 1         | 7e place            |            |
| 1      | Yuhua Hamasaki | 35  | Drapeau des États-Unis  | Saison 10        | 12e place           |            |

## Amérique

### Brésil
| Saison | Candidate        | Âge | Résidence             | Classement |
| ------ | ---------------- | --- | --------------------- | ---------- |
| 1      | Organzza         | 30  | Rio de Janeiro        | Gagnante   |
| 1      | Betina Polaroid  | 46  | Rio de Janeiro        | Secondes   |
| 1      | Hellena Malditta | 23  | Salvador              | Secondes   |
| 1      | Miranda Lebrão   | 33  | Rio de Janeiro        | Secondes   |
| 1      | Shannon Skarlet  | 24  | Piraúba               | 5e place   |
| 1      | Naza             | 22  | Monte Santo de Minas  | 6e place   |
| 1      | Dallas de Vil    | 26  | Campinas              | 7e place   |
| 1      | Rubi Ocean       | 30  | Brasília              | 8e place   |
| 1      | Aquarela         | 26  | Belo Horizonte        | 9e place   |
| 1      | Melusine Sparkle | 26  | São José do Rio Preto | 10e place  |
| 1      | Tristan Soledade | 34  | Bélem                 | 11e place  |
| 1      | Diva More        | 42  | Jaquirana             | 12e place  |

### Canada
| Saison | Candidate            | Âge | Résidence                 | Classement        | Saison | Candidate                 | Âge | Résidence       | Classement        |
| ------ | -------------------- | --- | ------------------------- | ----------------- | ------ | ------------------------- | --- | --------------- | ----------------- |
| 1      | Priyanka             | 28  | Toronto                   | Gagnante          | 2      | Icesis Couture            | 34  | Ottawa          | Gagnante          |
| 1      | Rita Baga            | 32  | Montréal                  | Secondes          | 2      | Kendall Gender            | 30  | Vancouver       | Secondes          |
| 1      | Scarlett BoBo        | 29  | Toronto                   | Secondes          | 2      | Pythia                    | 26  | Montréal        | Secondes          |
| 1      | Jimbo                | 36  | Victoria                  | 4e place          | 2      | Gia Metric                | 29  | Vancouver       | 4e place          |
| 1      | Lemon                | 24  | Pickering                 | 5e place          | 2      | Adriana                   | 29  | Ville de Québec | 5e place          |
| 1      | Ilona Verley         | 24  | Vancouver                 | 6e place          | 2      | Kimora Amour              | 34  | Scarborough     | 6e place          |
| 1      | BOA                  | 24  | Toronto                   | 7e place          | 2      | Synthia Kiss              | 29  | Vancouver       | 7e place          |
| 1      | Kiara                | 22  | Montréal                  | 8e place          | 2      | Eve 6000                  | 29  | Toronto         | 8e place          |
| 1      | Tynomi Banks         | 38  | Toronto                   | 9e place          | 2      | Suki Doll                 | 27  | Montréal        | 9e place          |
| 1      | Anastarzia Anaquway  | 37  | Toronto                   | 10e place         | 2      | Stephanie Prince          | 24  | Calgary         | 10e place         |
| 1      | Kyne                 | 21  | Waterloo                  | 11e place         | 2      | Océane Aqua-Black         | 35  | Ville de Québec | 11e place         |
| 1      | Juice Boxx           | 30  | Toronto                   | 12e place         | 2      | Beth                      | 24  | Vancouver       | 12e place         |
|        |                      |     |                           |                   |        |                           |     |                 |                   |
| 3      | Gisèle Lullaby       | 33  | Montréal                  | Gagnante          | 4      | Venus                     | 27  | Vancouver       | Gagnante          |
| 3      | Jada Shada Hudson    | 37  | Toronto                   | Seconde           | 4      | Aurora Matrix             | 23  | Toronto         | Seconde           |
| 3      | Kimmy Couture        | 25  | Ottawa                    | 3e place 4e place | 4      | Denim                     | 24  | Montréal        | 3e place 4e place |
| 3      | Miss Fiercalicious   | 25  | Toronto                   | 3e place 4e place | 4      | Nearah Nuff               | 22  | Calgary         | 3e place 4e place |
| 3      | Vivian Vanderpuss    | 29  | Victoria                  | 5e place          | 4      | Melinda Verga             | 44  | Edmonton        | 5e place          |
| 3      | Irma Gerd            | 32  | Saint-Jean de Terre-Neuve | 6e place          | 4      | Kiki Coe                  | 35  | Ottawa          | 6e place          |
| 3      | Bombae               | 29  | Toronto                   | 7e place          | 4      | Aimee Yonce Shennel       | 31  | Ottawa          | 7e place 8e place |
| 3      | Lady Boom Boom       | 25  | Montréal                  | 8e place          | 4      | Kitten Kaboodle           | 57  | Toronto         | 7e place 8e place |
| 3      | Kaos                 | 27  | Calgary                   | 9e place          | 4      | Luna DuBois               | 24  | Toronto         | 9e place          |
| 3      | Chelazon Leroux      | 22  | Saskatoon                 | 10e place         | 4      | The Girlfriend Experience | 31  | Vancouver       | 10e place         |
| 3      | Miss Moço            | 35  | Toronto                   | 11e place         | 4      | Sisi Superstar            | 31  | Montréal        | 11e place         |
| 3      | Halal Bae            | 33  | Toronto                   | 12e place         |        |                           |     |                 |                   |
|        |                      |     |                           |                   |        |                           |     |                 |                   |
| 5      | The Virgo Queen      | 25  | Toronto                   | Gagnante          |        |                           |     |                 |                   |
| 5      | Makayla Couture      | 21  | Toronto                   | Seconde           |        |                           |     |                 |                   |
| 5      | Helena Poison        | 32  | Toronto                   | 3e place 4e place |        |                           |     |                 |                   |
| 5      | Minhi Wang           | 39  | Toronto                   | 3e place 4e place |        |                           |     |                 |                   |
| 5      | Perla                | 29  | Toronto                   | 5e place          |        |                           |     |                 |                   |
| 5      | Xana                 | 26  | Vancouver                 | 6e place          |        |                           |     |                 |                   |
| 5      | Uma Gahd             | 36  | Montréal                  | 7e place          |        |                           |     |                 |                   |
| 5      | Jaylene Tyme         | 52  | Vancouver                 | 8e place          |        |                           |     |                 |                   |
| 5      | Sanjina DaBish Queen | 32  | Toronto                   | 9e place          |        |                           |     |                 |                   |
| 5      | Tiffany Ann Co.      | 32  | Vancouver                 | 10e place         |        |                           |     |                 |                   |
| 5      | Tara Nova            | 23  | Saint-Jean de Terre-Neuve | 11e place         |        |                           |     |                 |                   |

### Chili
| Saison | Candidate                 | Âge | Résidence | Classement | Saison | Candidate               | Âge | Résidence  | Classement |
| ------ | ------------------------- | --- | --------- | ---------- | ------ | ----------------------- | --- | ---------- | ---------- |
| 1      | Luz Violeta               | 28  | Chili     | Gagnante   | 2      | Miss Leona              | 21  | France     | Gagnante   |
| 1      | Stephanie "La Botota" Fox | 33  | Chili     | Seconde    | 2      | Gia Gunn                | 26  | Japon      | Secondes   |
| 1      | Luna di Mauri             | 48  | Chili     | 3e place   | 2      | Pavel Arámbula          | 32  | Mexique    | Secondes   |
| 1      | Sofía "Sabélo" Camará     | 25  | Argentine | 4e place   | 2      | Sofía "Sabélo" Camará   | 26  | Argentine  | Secondes   |
| 1      | La Yoyi                   | 41  | Uruguay   | 5e place   | 2      | Fernanda Brown          | 25  | Chili      | 5e place   |
| 1      | Rubí Blonde               | 28  | Chili     | 6e place   | 2      | Diva Houston            | 38  | Brésil     | 6e place   |
| 1      | Arianda Sodi              | 28  | Chili     | 7e place   | 2      | Rochelle Mon Chéri      | 25  | Porto Rico | 7e place   |
| 1      | Laura Bell                | 26  | Chili     | 8e place   | 2      | Kandy Ho                | 30  | Porto Rico | 8e place   |
| 1      | Fernanda Brown            | 24  | Chili     | 9e place   | 2      | Luz Violeta             | 29  | Chili      | 9e place   |
| 1      | Jessica "Jess" Parker     | 24  | Chili     | 10e place  | 2      | Arianda Sodi            | 29  | Chili      | 10e place  |
| 1      | Paulette Palmery          | 38  | Chili     | 11e place  | 2      | Laura Bell              | 27  | Chili      | 11e place  |
| 1      | Nery Lefferti             | 24  | Chili     | 12e place  | 2      | Marie Laveau            | 25  | Porto Rico | 12e place  |
| 1      | Yume Hime                 | 27  | Chili     | 13e place  | 2      | Luna di Mauri           | 49  | Chili      | 13e place  |
| 1      | Kristina "La Veneno" Kox  | 22  | Chili     | 14e place  | 2      | Francisca del Solar     | 28  | Chili      | 14e place  |
| 1      | Francisca Thompson        | 21  | Chili     | 15e place  | 2      | Fransiska Pakita Tólika | 24  | Espagne    | 15e place  |
| 1      | Elizabeth San Martín      | 23  | Chili     | 16e place  |        |                         |     |            |            |
| 1      | Álvaro Lynch              | 50  | Argentine | 17e place  |        |                         |     |            |            |

### États-Unis

#### RuPaul's Drag Race
| Saison                  | Candidate                  | Âge     | Résidence       | Classement          | Saison | Candidate                    | Âge | Résidence       | Classement                 |
| ----------------------- | -------------------------- | ------- | --------------- | ------------------- | ------ | ---------------------------- | --- | --------------- | -------------------------- |
| 1                       | BeBe Zahara Benet          | 28      | Minneapolis     | Gagnante            | 2      | Tyra Sanchez                 | 21  | Orlando         | Gagnante                   |
| 1                       | Nina Flowers               | 34      | Denver          | Seconde             | 2      | Raven                        | 30  | Riverside       | Seconde                    |
| 1                       | Rebecca Glasscock          | 26      | Fort Lauderdale | 3e place            | 2      | Jujubee                      | 25  | Boston          | 3e place                   |
| 1                       | Shannel                    | 26      | Las Vegas       | 4e place            | 2      | Tatianna                     | 21  | Falls Church    | 4e place                   |
| 1                       | Ongina                     | 26      | Los Angeles     | 5e place            | 2      | Pandora Boxx                 | 37  | Rochester       | 5e place                   |
| 1                       | Jade                       | 32      | Chicago         | 6e place            | 2      | Jessica Wild                 | 29  | San Juan        | 6e place                   |
| 1                       | Akashia                    | 32      | Cleveland       | 7e place            | 2      | Sahara Davenport †           | 25  | New York        | 7e place                   |
| 1                       | Tammie Brown               | 36      | Los Angeles     | 8e place            | 2      | Morgan McMichaels            | 28  | Mira Loma       | 8e place                   |
| 1                       | Victoria "Porkshop" Parker | 39      | Raleigh         | 9e place            | 2      | Sonique                      | 26  | Atlanta         | 9e place                   |
|                         |                            |         |                 |                     | 2      | Mystique Summers Madison     | 25  | Chicago         | 10e place                  |
| Nicole Paige Brooks     | 36                         | Atlanta | 11e place       |                     | 2      |                              |     |                 |                            |
| Shangela Laquifa Wadley | 28                         | Paris   | 12e place       |                     | 2      |                              |     |                 |                            |
|                         |                            |         |                 |                     |        |                              |     |                 |                            |
| 3                       | Raja                       | 36      | Los Angeles     | Gagnante            | 4      | Sharon Needles               | 29  | Pittsburgh      | Gagnante                   |
| 3                       | Manila Luzon               | 28      | Cottage Grove   | Seconde             | 4      | Chad Michaels                | 40  | San Diego       | Secondes                   |
| 3                       | Alexis Mateo               | 30      | St. Petersburg  | 3e place            | 4      | Phi Phi O'Hara               | 25  | Chicago         | Secondes                   |
| 3                       | Yara Sofia                 | 26      | Manatí          | 4e place            | 4      | Latrice Royale               | 39  | South Beach     | 4e place                   |
| 3                       | Carmen Carrera             | 25      | Elmwood Park    | 5e place            | 4      | Kenya Michaels               | 21  | Dorado          | 5e place                   |
| 3                       | Shangela                   | 29      | Paris           | 6e place            | 4      | DiDa Ritz                    | 25  | Chicago         | 6e place                   |
| 3                       | Delta Work                 | 34      | Norwalk         | 7e place            | 4      | Willam                       | 29  | Los Angeles     | 8e place                   |
| 3                       | Stacy Layne Matthews       | 25      | Back Swamp      | 8e place            | 4      | Jiggly Caliente †            | 30  | New York        | 8e place                   |
| 3                       | Mariah                     | 29      | Atlanta         | 9e place            | 4      | Milan                        | 36  | Florence        | 9e place                   |
| 3                       | India Ferrah               | 23      | Dayton          | 10e place           | 4      | Madame LaQueer               | 29  | Carolina        | 10e place                  |
| 3                       | Mimi Imfurst               | 27      | New York        | 11e place           | 4      | The Princess                 | 32  | Chicago         | 11e place                  |
| 3                       | Phoenix                    | 29      | Atlanta         | 12e place           | 4      | Lashauwn Beyond              | 21  | Fort Lauderdale | 12e place                  |
| 3                       | Venus D-Lite               | 26      | Los Angeles     | 13e place           | 4      | Alisa Summers                | 23  | Tampa           | 13e place                  |
|                         |                            |         |                 |                     |        |                              |     |                 |                            |
| 5                       | Jinkx Monsoon              | 24      | Seattle         | Gagnante            | 6      | Bianca Del Rio               | 36  | New York        | Gagnante                   |
| 5                       | Alaska                     | 27      | Pittsburgh      | Secondes            | 6      | Adore Delano                 | 23  | Azusa           | Secondes                   |
| 5                       | Roxxxy Andrews             | 28      | Orlando         | Secondes            | 6      | Courtney Act                 | 31  | West Hollywood  | Secondes                   |
| 5                       | Detox                      | 27      | Los Angeles     | 4e place            | 6      | Darienne Lake                | 41  | Rochester       | 4e place                   |
| 5                       | Coco Montrese              | 37      | Las Vegas       | 5e place            | 6      | BenDeLaCreme                 | 31  | Seattle         | 5e place                   |
| 5                       | Alyssa Edwards             | 32      | Mesquite        | 6e place            | 6      | Joslyn Fox                   | 26  | Worcester       | 6e place                   |
| 5                       | Ivy Winters                | 26      | New York        | 7e place            | 6      | Trinity K. Bonet             | 22  | Atlanta         | 7e place                   |
| 5                       | Jade Jolie                 | 25      | Gainesville     | 8e place            | 6      | Laganja Estranja             | 24  | Los Angeles     | 8e place                   |
| 5                       | Lineysha Sparx             | 24      | San Juan        | 9e place            | 6      | Milk                         | 25  | New York        | 9e place                   |
| 5                       | Vivienne Pinay             | 26      | New York        | 10e place 11e place | 6      | Gia Gunn                     | 23  | Chicago         | 10e place                  |
| 5                       | Honey Mahogany             | 29      | San Francisco   | 10e place 11e place | 6      | April Carrión                | 24  | Guaynabo        | 11e place                  |
| 5                       | Monica Beverly Hillz       | 27      | Owensboro       | 12e place           | 6      | Vivacious                    | 40  | New York        | 12e place                  |
| 5                       | Serena ChaCha              | 21      | Tallahassee     | 13e place           | 6      | Magnolia Crawford            | 27  | Seattle         | 13e place 14e place        |
| 5                       | Penny Tration              | 39      | Cincinnati      | 14e place           | 6      | Kelly Mantle                 | 37  | Los Angeles     | 13e place 14e place        |
|                         |                            |         |                 |                     |        |                              |     |                 |                            |
| 7                       | Violet Chachki             | 22      | Atlanta         | Gagnante            | 8      | Bob The Drag Queen           | 29  | New York        | Gagnante                   |
| 7                       | Ginger Minj                | 29      | Orlando         | Secondes            | 8      | Kim Chi                      | 27  | Chicago         | Secondes                   |
| 7                       | Pearl                      | 23      | New York        | Secondes            | 8      | Naomi Smalls                 | 21  | Redlands        | Secondes                   |
| 7                       | Kennedy Davenport          | 33      | Dallas          | 4e place            | 8      | Chi Chi DeVayne †            | 30  | Shreveport      | 4e place                   |
| 7                       | Katya                      | 32      | Boston          | 5e place            | 8      | Derrick Barry                | 32  | Las Vegas       | 5e place                   |
| 7                       | Trixie Mattel              | 26      | Milwaukee       | 6e place            | 8      | Thorgy Thor                  | 31  | New York        | 6e place                   |
| 7                       | Miss Fame                  | 29      | New York        | 7e place            | 8      | Robbie Turner                | 33  | Seattle         | 7e place                   |
| 7                       | Jaidynn Diore Fierce       | 25      | Nashville       | 8e place            | 8      | Acid Betty                   | 37  | New York        | 8e place                   |
| 7                       | Max                        | 22      | Hudson          | 9e place            | 8      | Naysha Lopez                 | 31  | Chicago         | 9e place                   |
| 7                       | Kandy Ho                   | 28      | Cayey           | 10e place           | 8      | Cynthia Lee Fontaine         | 34  | Austin          | 10e place                  |
| 7                       | Mrs. Kasha Davis           | 43      | Rochester       | 11e place           | 8      | Dax ExclamationPoint         | 31  | Savannah        | 11e place 12e place        |
| 7                       | Jasmine Masters            | 37      | Los Angeles     | 12e place           | 8      | Laila McQueen                | 22  | Gloucester      | 11e place 12e place        |
| 7                       | Sasha Belle                | 28      | Iowa City       | 13e place           |        |                              |     |                 |                            |
| 7                       | Tempest DuJour             | 46      | Tucson          | 14e place           |        |                              |     |                 |                            |
|                         |                            |         |                 |                     |        |                              |     |                 |                            |
| 9                       | Sasha Velour               | 29      | New York        | Gagnante            | 10     | Aquaria                      | 21  | New York        | Gagnante                   |
| 9                       | Peppermint                 | 37      | New York        | Seconde             | 10     | Eureka                       | 27  | Johnson City    | Secondes                   |
| 9                       | Shea Couleé                | 27      | Chicago         | 3e place 4e place   | 10     | Kameron Michaels             | 31  | Nashville       | Secondes                   |
| 9                       | Trinity Taylor             | 31      | Orlando         | 3e place 4e place   | 10     | Asia O'Hara                  | 35  | Dallas          | 4e place                   |
| 9                       | Alexis Michelle            | 33      | New York        | 5e place            | 10     | Miz Cracker                  | 33  | New York        | 5e place                   |
| 9                       | Nina Bo'nina Brown         | 34      | Riverdale       | 6e place            | 10     | Monét X Change               | 31  | New York        | 6e place                   |
| 9                       | Valentina                  | 25      | Los Angeles     | 7e place            | 10     | The Vixen                    | 26  | Chicago         | 7e place                   |
| 9                       | Farrah Moan                | 23      | Las Vegas       | 8e place            | 10     | Monique Heart                | 27  | Kansas City     | 8e place                   |
| 9                       | Aja                        | 22      | New York        | 9e place            | 10     | Blair St. Clair              | 22  | Indianapolis    | 9e place                   |
| 9                       | Cynthia Lee Fontaine       | 34      | Austin          | 10e place           | 10     | Mayhem Miller                | 35  | Riverside       | 10e place                  |
| 9                       | Eureka                     | 25      | Johnson City    | 11e place           | 10     | Dusty Ray Bottoms            | 29  | New York        | 11e place                  |
| 9                       | Charlie Hides              | 52      | Boston          | 12e place           | 10     | Yuhua Hamasaki               | 27  | New York        | 12e place                  |
| 9                       | Kimora Blac                | 28      | Las Vegas       | 13e place           | 10     | Kalorie Karbdashian Williams | 27  | Albuquerque     | 13e place                  |
| 9                       | Jaymes Mansfield           | 26      | Milwaukee       | 14e place           | 10     | Vanessa Vanjie Mateo         | 25  | Tampa           | 14e place                  |
|                         |                            |         |                 |                     |        |                              |     |                 |                            |
| 11                      | Yvie Oddly                 | 24      | Denver          | Gagnante            | 12     | Jaida Essence Hall           | 32  | Milwaukee       | Gagnante                   |
| 11                      | Brooke Lynn Hytes          | 32      | Nashville       | Seconde             | 12     | Crystal Methyd               | 28  | Springfield     | Secondes                   |
| 11                      | A'Keria C. Davenport       | 30      | Dallas          | 3e place 4e place   | 12     | Gigi Goode                   | 21  | Los Angeles     | Secondes                   |
| 11                      | Silky Nutmeg Ganache       | 28      | Chicago         | 3e place 4e place   | 12     | Sherry Pie                   | 27  | New York        | 4e place                   |
| 11                      | Vanessa Vanjie Mateo       | 26      | Tampa           | 5e place            | 12     | Jackie Cox                   | 34  | New York        | 5e place                   |
| 11                      | Nina West                  | 39      | Columbus        | 6e place            | 12     | Heidi N Closet               | 24  | Ramseur         | 6e place                   |
| 11                      | Shuga Cain                 | 40      | New York        | 7e place            | 12     | Widow Von'Du                 | 30  | Kansas City     | 7e place                   |
| 11                      | Plastique Tiara            | 21      | Dallas          | 8e place            | 12     | Jan                          | 26  | New York        | 8e place                   |
| 11                      | Ra'Jah O'Hara              | 33      | Dallas          | 9e place            | 12     | Brita                        | 34  | New York        | 9e place                   |
| 11                      | Scarlet Envy               | 26      | New York        | 10e place           | 12     | Aiden Zhane                  | 29  | Acworth         | 10e place                  |
| 11                      | Ariel Versace              | 26      | Cherry Hill     | 11e place           | 12     | Nicky Doll                   | 28  | New York        | 11e place                  |
| 11                      | Mercedes Iman Diamond      | 31      | Minneapolis     | 12e place           | 12     | Rock M. Sakura               | 28  | San Francisco   | 12e place                  |
| 11                      | Honey Davenport            | 32      | New York        | 13e place           | 12     | Dahlia Sin                   | 28  | Los Angeles     | 13e place                  |
| 11                      | Kahanna Montrese           | 25      | Las Vegas       | 14e place           |        |                              |     |                 |                            |
| 11                      | Soju                       | 27      | Chicago         | 15e place           |        |                              |     |                 |                            |
|                         |                            |         |                 |                     |        |                              |     |                 |                            |
| 13                      | Symone                     | 25      | Los Angeles     | Gagnante            | 14     | Willow Pill                  | 26  | Denver          | Gagnante                   |
| 13                      | Kandy Muse                 | 25      | New York        | Seconde             | 14     | Lady Camden                  | 30  | San Francisco   | Seconde                    |
| 13                      | Gottmik                    | 23      | Los Angeles     | 3e place 4e place   | 14     | Angeria Paris VanMicheals    | 27  | Atlanta         | 3e place 4e place 5e place |
| 13                      | Rosé                       | 31      | New York        | 3e place 4e place   | 14     | Bosco                        | 27  | Seattle         | 3e place 4e place 5e place |
| 13                      | Olivia Lux                 | 26      | New York        | 5e place            | 14     | Daya Betty                   | 25  | Chicago         | 3e place 4e place 5e place |
| 13                      | Utica Queen                | 25      | Minneapolis     | 6e place            | 14     | DeJa Skye                    | 31  | Fresno          | 6e place 7e place          |
| 13                      | Tina Burner                | 39      | New York        | 7e place            | 14     | Jorgeous                     | 21  | Nashville       | 6e place 7e place          |
| 13                      | Denali                     | 28      | Chicago         | 8e place            | 14     | Jasmine Kennedie             | 21  | New York        | 8e place                   |
| 13                      | Elliott with 2 Ts          | 26      | Las Vegas       | 9e place            | 14     | Kerri Colby                  | 24  | Los Angeles     | 9e place                   |
| 13                      | LaLa Ri                    | 30      | Atlanta         | 10e place           | 14     | Maddy Morphosis              | 26  | Fayetteville    | 10e place                  |
| 13                      | Tamisha Iman               | 43      | Atlanta         | 11e place           | 14     | Orion Story                  | 24  | Grand Rapids    | 11e place                  |
| 13                      | Joey Jay                   | 30      | Phoenix         | 12e place           | 14     | Kornbread "The Snack" Jeté   | 29  | Los Angeles     | 12e place'                 |
| 13                      | Kahmora Hall               | 28      | Chicago         | 13e place           | 14     | Alyssa Hunter                | 26  | San Juan        | 13e place                  |
|                         |                            |         |                 |                     | 14     | June Jambalaya               | 29  | Los Angeles     | 14e place                  |
|                         |                            |         |                 |                     |        |                              |     |                 |                            |
| 15                      | Sasha Colby                | 37      | Los Angeles     | Gagnante            | 16     | Nymphia Wind                 | 27  | New York        | Gagnante                   |
| 15                      | Anetra                     | 25      | Las Vegas       | Seconde             | 16     | Sapphira Cristál             | 34  | Philadelphie    | Seconde                    |
| 15                      | Luxx Noir London           | 22      | East Orange     | 3e place 4e place   | 16     | Plane Jane                   | 24  | Boston          | 3e place                   |
| 15                      | Mistress Isabelle Brooks   | 24      | Houston         | 3e place 4e place   | 16     | Q                            | 26  | Kansas City     | 4e place                   |
| 15                      | Loosey LaDuca              | 32      | New Haven       | 5e place            | 16     | Morphine Love Dion           | 25  | Miami           | 5e place                   |
| 15                      | Salina EsTitties           | 31      | Los Angeles     | 6e place            | 16     | Dawn                         | 24  | New York        | 6e place                   |
| 15                      | Marcia Marcia Marcia       | 25      | New York        | 7e place            | 16     | Mhi'ya Iman LePaige          | 34  | Miami           | 7e place                   |
| 15                      | Malaysia Babydoll Foxx     | 32      | Miami           | 8e place            | 16     | Plasma                       | 24  | New York        | 8e place                   |
| 15                      | Spice                      | 23      | Los Angeles     | 9e place            | 16     | Xunami Muse                  | 33  | New York        | 9e place                   |
| 15                      | Jax                        | 25      | New York        | 10e place           | 16     | Megami                       | 33  | New York        | 10e place                  |
| 15                      | Aura Mayari                | 30      | Nashville       | 11e place           | 16     | Geneva Karr                  | 30  | Brownsville     | 11e place                  |
| 15                      | Robin Fierce               | 26      | Hartford        | 12e place           | 16     | Amanda Tori Meating          | 26  | Los Angeles     | 12e place                  |
| 15                      | Amethyst                   | 27      | Hartford        | 13e place           | 16     | Mirage                       | 29  | Las Vegas       | 13e place                  |
| 15                      | Sugar                      | 23      | Los Angeles     | 14e place           | 16     | Hershii LiqCour-Jeté         | 31  | Los Angeles     | 14e place                  |
| 15                      | Princess Poppy             | 26      | San Francisco   | 15e place           |        |                              |     |                 |                            |
| 15                      | Irene Dubois               | 29      | Seattle         | 16e place           |        |                              |     |                 |                            |
|                         |                            |         |                 |                     |        |                              |     |                 |                            |
| 17                      | Onya Nurve                 | 31      | Cleveland       | Gagnante            |        |                              |     |                 |                            |
| 17                      | Jewels Sparkles            | 23      | Tampa           | Seconde             |        |                              |     |                 |                            |
| 17                      | Lexi Love                  | 34      | Louisville      | 3e place 4e place   |        |                              |     |                 |                            |
| 17                      | Sam Star                   | 24      | Leeds           | 3e place 4e place   |        |                              |     |                 |                            |
| 17                      | Suzie Toot                 | 24      | Fort Lauderdale | 5e place            |        |                              |     |                 |                            |
| 17                      | Lana Ja'Rae                | 22      | New York        | 6e place            |        |                              |     |                 |                            |
| 17                      | Lydia B Kollins            | 23      | Pittsburgh      | 7e place            |        |                              |     |                 |                            |
| 17                      | Arrietty                   | 28      | Seattle         | 8e place            |        |                              |     |                 |                            |
| 17                      | Kori King                  | 24      | Boston          | 9e place            |        |                              |     |                 |                            |
| 17                      | Acacia Forgot              | 28      | Los Angeles     | 10e place           |        |                              |     |                 |                            |
| 17                      | Crystal Envy               | 27      | Asbury Park     | 11e place           |        |                              |     |                 |                            |
| 17                      | Hormona Lisa               | 30      | Chattanooga     | 12e place           |        |                              |     |                 |                            |
| 17                      | Joella                     | 25      | Los Angeles     | 13e place           |        |                              |     |                 |                            |
| 17                      | Lucky Starzzz              | 26      | Miami           | 14e place           |        |                              |     |                 |                            |

#### RuPaul's Drag Race All Stars
| Saison               | Candidate                 | Âge       | Saison originale | Classement original                                                                       | Classement          | Saison | Candidate                | Âge | Saison originale | Classement original | Classement        |
| -------------------- | ------------------------- | --------- | ---------------- | ----------------------------------------------------------------------------------------- | ------------------- | ------ | ------------------------ | --- | ---------------- | ------------------- | ----------------- |
| 1                    | Chad Michaels             | 41        | Saison 4         | Seconde                                                                                   | Gagnante            | 2      | Alaska                   | 31  | Saison 5         | Seconde             | Gagnante          |
| 1                    | Raven                     | 33        | Saison 2         | Seconde                                                                                   | Seconde             | 2      | Detox                    | 31  | Saison 5         | 4e place            | Secondes          |
| 1                    | Jujubee                   | 28        | Saison 2         | 3e place                                                                                  | 3e place 4e place   | 2      | Katya                    | 33  | Saison 7         | 5e place            | Secondes          |
| 1                    | Shannel                   | 32        | Saison 1         | 4e place                                                                                  | 3e place 4e place   | 2      | Roxxxy Andrews           | 31  | Saison 5         | Seconde             | 4e place          |
| 1                    | Alexis Mateo              | 32        | Saison 3         | 3e place                                                                                  | 5e place 6e place   | 2      | Alyssa Edwards           | 35  | Saison 5         | 6e place            | 5e place          |
| 1                    | Yara Sofia                | 28        | Saison 3         | 4e place                                                                                  | 5e place 6e place   | 2      | Tatianna                 | 27  | Saison 2         | 4e place            | 6e place          |
| 1                    | Latrice Royale            | 40        | Saison 4         | 4e place                                                                                  | 7e place 8e place   | 2      | Phi Phi O'Hara           | 29  | Saison 4         | Seconde             | 7e place          |
| 1                    | Manila Luzon              | 30        | Saison 3         | Seconde                                                                                   | 7e place 8e place   | 2      | Ginger Minj              | 31  | Saison 7         | Seconde             | 8e place          |
| 1                    | Nina Flowers              | 37        | Saison 1         | Seconde                                                                                   | 9e place 10e place  | 2      | Adore Delano             | 25  | Saison 6         | Seconde             | 9e place          |
| 1                    | Tammie Brown              | 32        | Saison 1         | 8e place                                                                                  | 9e place 10e place  | 2      | Coco Montrese            | 41  | Saison 5         | 5e place            | 10e place         |
| 1                    | Mimi Imfurst              | 29        | Saison 3         | 11e place                                                                                 | 11e place 12e place |        |                          |     |                  |                     |                   |
| 1                    | Pandora Boxx              | 40        | Saison 2         | 5e place                                                                                  | 11e place 12e place |        |                          |     |                  |                     |                   |
|                      |                           |           |                  |                                                                                           |                     |        |                          |     |                  |                     |                   |
| 3                    | Trixie Mattel             | 28        | Saison 7         | 6e place                                                                                  | Gagnante            | 4      | Monét X Change           | 28  | Saison 10        | 6e place            | Gagnantes         |
| 3                    | Kennedy Davenport         | 35        | Saison 7         | Seconde                                                                                   | Seconde             | 4      | Trinity The Tuck         | 33  | Saison 9         | 3e/4e place         | Gagnantes         |
| 3                    | BeBe Zahara Benet         | 36        | Saison 1         | Gagnante                                                                                  | 3e place 4e place   | 4      | Monique Heart            | 32  | Saison 10        | 8e place            | 3e place 4e place |
| 3                    | Shangela                  | 35        | Saison 2         | 12e place                                                                                 | 3e place 4e place   | 4      | Naomi Smalls             | 24  | Saison 8         | Seconde             | 3e place 4e place |
| 3                    | Morgan McMichaels         | 36        | Saison 2         | 8e place                                                                                  | 5e place            | 4      | Latrice Royale           | 46  | Saison 4         | 4e place            | 5e place          |
| 3                    | BenDeLaCreme              | 35        | Saison 6         | 5e place                                                                                  | 6e place            | 4      | Manila Luzon             | 37  | Saison 3         | Seconde             | 6e place          |
| 3                    | Aja                       | 23        | Saison 9         | 9e place                                                                                  | 7e place            | 4      | Valentina                | 27  | Saison 9         | 7e place            | 7e place          |
| 3                    | Chi Chi DeVayne †         | 32        | Saison 8         | 4e place                                                                                  | 8e place            | 4      | Gia Gunn                 | 28  | Saison 6         | 10e place           | 8e place          |
| 3                    | Milk                      | 29        | Saison 6         | 9e place                                                                                  | 9e place            | 4      | Farrah Moan              | 25  | Saison 9         | 8e place            | 9e place          |
| 3                    | Thorgy Thor               | 33        | Saison 8         | 6e place                                                                                  | 10e place           | 4      | Jasmine Masters          | 41  | Saison 7         | 12e place           | 10e place         |
|                      |                           |           |                  |                                                                                           |                     |        |                          |     |                  |                     |                   |
| 5                    | Shea Couleé               | 30        | Saison 9         | 3e/4e place                                                                               | Gagnante            | 6      | Kylie Sonique Love       | 37  | Saison 2         | 9e place            | Gagnante          |
| 5                    | Jujubee                   | 35        | Saison 2         | 3e place                                                                                  | Secondes            | 6      | Eureka!                  | 30  | Saison 9         | 11e place           | Secondes          |
| 5                    | Miz Cracker               | 35        | Saison 10        | 5e place                                                                                  | Secondes            | 6      | Ginger Minj              | 35  | Saison 7         | Seconde             | Secondes          |
| 5                    | Blair St. Clair           | 24        | Saison 10        | 9e place                                                                                  | 4e place            | 6      | Ra'Jah O'Hara            | 34  | Saison 11        | 9e place            | Secondes          |
| 5                    | Alexis Mateo              | 39        | Saison 3         | 3e place                                                                                  | 5e place            | 6      | Trinity K. Bonet         | 30  | Saison 6         | 7e place            | 5e place          |
| 5                    | India Ferrah              | 33        | Saison 3         | 10e place                                                                                 | 6e place            | 6      | Pandora Boxx             | 49  | Saison 2         | 4e place            | 6e place          |
| 5                    | Mayhem Miller             | 37        | Saison 10        | 10e place                                                                                 | 7e place            | 6      | Jan                      | 27  | Saison 12        | 8e place            | 7e place          |
| 5                    | Mariah Balenciaga         | 37        | Saison 3         | 3e place                                                                                  | 8e place            | 6      | A'Keria C. Davenport     | 32  | Saison 11        | 3e/4e place         | 8e place          |
| 5                    | Ongina                    | 37        | Saison 1         | 5e place                                                                                  | 9e place            | 6      | Scarlet Envy             | 27  | Saison 11        | 10e place           | 9e place          |
| 5                    | Derrick Barry             | 36        | Saison 8         | 5e place                                                                                  | 10e place           | 6      | Yara Sofia               | 37  | Saison 3         | 4e place            | 10e place         |
|                      |                           |           |                  |                                                                                           |                     | 6      | Silky Nutmeg Ganache     | 30  | Saison 11        | 3/4e place          | 11e place         |
| Jiggly Caliente †    | 38                        | Saison 4  | 8e place         | 12e place                                                                                 |                     | 6      |                          |     |                  |                     |                   |
| Serena ChaCha        | 29                        | Saison 5  | 13e place        | 13e place                                                                                 |                     | 6      |                          |     |                  |                     |                   |
|                      |                           |           |                  |                                                                                           |                     |        |                          |     |                  |                     |                   |
| 7                    | Jinkx Monsoon             | 33        | Saison 5         | Gagnante                                                                                  | Gagnante            | 8      | Jimbo                    | 38  | CDR1             | 4e place            | Gagnante          |
| 7                    | Monét X Change            | 31        | All Stars 4      | Gagnante                                                                                  | Seconde             | 8      | Kandy Muse               | 27  | Saison 13        | Seconde             | Seconde           |
| 7                    | Shea Couleé               | 36        | All Stars 5      | Gagnante                                                                                  | 3e place 4e place   | 8      | Jessica Wild             | 42  | Saison 2         | 6e place            | 3e place          |
| 7                    | Trinity The Tuck          | 32        | All Stars 4      | Gagnante                                                                                  | 3e place 4e place   | 8      | Alexis Michelle          | 37  | Saison 9         | 5e place            | 4e place          |
| 7                    | Raja                      | 47        | Saison 3         | Gagnante                                                                                  | 5e place            | 8      | LaLa Ri                  | 31  | Saison 13        | 10e place           | 5e place          |
| 7                    | Yvie Oddly                | 27        | Saison 11        | Gagnante                                                                                  | 6e place            | 8      | Kahanna Montrese         | 28  | Saison 11        | 14e place           | 6e place          |
| 7                    | Jaida Essence Hall        | 34        | Saison 12        | Gagnante                                                                                  | 7e place 8e place   | 8      | Jaymes Mansfield         | 32  | Saison 9         | 14e place           | 7e place          |
| 7                    | The Vivienne †            | 29        | RPDRUK 1         | Gagnante                                                                                  | 7e place 8e place   | 8      | Heidi N Closet           | 27  | Saison 12        | 6e place            | 8e place          |
|                      |                           |           |                  |                                                                                           |                     | 8      | Darienne Lake            | 50  | Saison 6         | 4e place            | 9e place          |
| Mrs. Kasha Davis     | 51                        | Saison 7  | 11e place        | 10e place                                                                                 |                     | 8      |                          |     |                  |                     |                   |
| Naysha Lopez         | 37                        | Saison 8  | 9e place         | 11e place                                                                                 |                     | 8      |                          |     |                  |                     |                   |
| Monica Beverly Hillz | 37                        | Saison 5  | 12e place        | 12e place                                                                                 |                     | 8      |                          |     |                  |                     |                   |
|                      |                           |           |                  |                                                                                           |                     |        |                          |     |                  |                     |                   |
| 9                    | Angeria Paris VanMicheals | 29        | Saison 14        | 3e place                                                                                  | Gagnante            | 10     | Aja                      | 31  | Saison 9         | 9e place            | À venir           |
| 9                    | Roxxxy Andrews            | 39        | Saison 5         | Seconde                                                                                   | Secondes            | 10     | Bosco                    | 31  | Saison 14        | 3e place            | À venir           |
| 9                    | Vanessa Vanjie            | 31        | Saison 10        | 14e place                                                                                 | Secondes            | 10     | Daya Betty               | 29  | Saison 14        | 3e place            | À venir           |
| 9                    | Gottmik                   | 26        | Saison 13        | 3e place                                                                                  | 4e/8e place         | 10     | Ginger Minj              |     | Saison 7         | Seconde             | À venir           |
| 9                    | Jorgeous                  | 23        | Saison 14        | 6e place                                                                                  | 4e/8e place         | 10     | Irene the Alien          | 31  | Saison 15        | 16e place           | À venir           |
| 9                    | Nina West                 | 44        | Saison 11        | 6e place                                                                                  | 4e/8e place         | 10     | Jorgeous                 | 25  | Saison 14        | 6e place            | À venir           |
| 9                    | Plastique Tiara           | 26        | Saison 11        | 8e place                                                                                  | 4e/8e place         | 10     | Lydia B. Kollins         | 23  | Saison 17        | 7e place            | À venir           |
| 9                    | Shannel                   | 44        | Saison 1         | 4e place                                                                                  | 4e/8e place         | 10     | Mistress Isabelle Brooks | 26  | Saison 15        | 3e place            | 8e place          |
|                      |                           |           |                  |                                                                                           |                     | 10     | Cynthia Lee Fontaine     | 44  | Saison 8         | 10e place           | 9e place          |
| Acid Betty           | 47                        | Saison 8  | 8e place         | 10e place 11e place 12e place 13e place 14e place 15e place 16e place 17e place 18e place |                     | 10     |                          |     |                  |                     |                   |
| Alyssa Hunter        | 30                        | Saison 14 | 13e place        | 10e place 11e place 12e place 13e place 14e place 15e place 16e place 17e place 18e place |                     | 10     |                          |     |                  |                     |                   |
| Deja Skye            | 35                        | Saison 14 | 6e place         | 10e place 11e place 12e place 13e place 14e place 15e place 16e place 17e place 18e place |                     | 10     |                          |     |                  |                     |                   |
| Denali               | 33                        | Saison 13 | 8e place         | 10e place 11e place 12e place 13e place 14e place 15e place 16e place 17e place 18e place |                     | 10     |                          |     |                  |                     |                   |
| Kerri Colby          | 28                        | Saison 14 | 9e place         | 10e place 11e place 12e place 13e place 14e place 15e place 16e place 17e place 18e place |                     | 10     |                          |     |                  |                     |                   |
| Nicole Paige Brooks  | 51                        | Saison 2  | 11e place        | 10e place 11e place 12e place 13e place 14e place 15e place 16e place 17e place 18e place |                     | 10     |                          |     |                  |                     |                   |
| Olivia Lux           | 31                        | Saison 13 | 5e place         | 10e place 11e place 12e place 13e place 14e place 15e place 16e place 17e place 18e place |                     | 10     |                          |     |                  |                     |                   |
| Phoenix              | 44                        | Saison 3  | 12e place        | 10e place 11e place 12e place 13e place 14e place 15e place 16e place 17e place 18e place |                     | 10     |                          |     |                  |                     |                   |
| Tina Burner          | 44                        | Saison 13 | 7e place         | 10e place 11e place 12e place 13e place 14e place 15e place 16e place 17e place 18e place |                     | 10     |                          |     |                  |                     |                   |

#### RuPaul's Secret Celebrity Drag Race
| Saison | Candidate             | Célébrité        | Mentor               | Classement | Saison | Candidate          | Célébrité       | Mentor            | Classement |
| ------ | --------------------- | ---------------- | -------------------- | ---------- | ------ | ------------------ | --------------- | ----------------- | ---------- |
| 1      | Babykins La Roux      | Jordan Connor    | Trixie Mattel        | Gagnante   | 2      | Poppy Love         | A. J. McLean    | Jujubee           | Gagnante   |
| 1      | Miss Mimi Teaport     | Jermaine Fowler  | Bob The Drag Queen   | Secondes   | 2      | Chakra 7           | Tatyana Ali     | Brooke Lynn Hytes | Secondes   |
| 1      | Olivette Isyou        | Nico Tortorella  | Monét X Change       | Secondes   | 2      | Thirsty Von Trapp  | Mark Indelicato | Monét X Change    | Secondes   |
| 1      | Vanqueisha De House   | Vanessa Williams | Asia O'Hara          | Gagnante   | 2      | Chic-Li-Fay        | Kevin McHale    | Brooke Lynn Hytes | 4e place   |
| 1      | Mary J. Ross          | Loni Love        | Trinity The Tuck     | Secondes   | 2      | Donna Bellissima   | Daniel Franzese | Monét X Change    | 5e place   |
| 1      | Miss Shenita Cocktail | Tami Roman       | Alyssa Edwards       | Secondes   | 2      | Milli von Sunshine | Jenna Ushkowitz | Jujubee           | 6e place   |
| 1      | Bette Bordeaux        | Matt Iseman      | Kim Chi              | Gagnantes  | 2      | Jackie Would       | Thom Felicia    | Jujubee           | 7e place   |
| 1      | Madam That Bitch      | Alex Newell      | Bob The Drag Queen   | Gagnantes  | 2      | Electra Owl        | Taylor Dayne    | Brooke Lynn Hytes | 8e place   |
| 1      | Rachel McAdamsapple   | Dustin Milligan  | Nina West            | Gagnantes  | 2      | Fabulosity         | Loretta Devine  | Monét X Change    | 9e place   |
| 1      | Queen Eleza Beth      | Hayley Kiyoko    | Vanessa Vanjie Mateo | Gagnante   |        |                    |                 |                   |            |
| 1      | Cocotini              | Phoebe Robinson  | Alyssa Edwards       | Secondes   |        |                    |                 |                   |            |
| 1      | Coral Fixation        | Madison Beer     | Mo Heart             | Secondes   |        |                    |                 |                   |            |

### Mexique
| Saison    | Candidate        | Âge            | Résidence             | Classement | Saison | Candidate          | Âge | Résidence             | Classement |
| --------- | ---------------- | -------------- | --------------------- | ---------- | ------ | ------------------ | --- | --------------------- | ---------- |
| 1         | Cristian Peralta | 36             | Guadalajara           | Gagnante   | 2      | Leexa Fox          | 22  | Mexicali              | Gagnante   |
| 1         | Gala Varo        | 33             | Guadalajara           | Secondes   | 2      | Eva Blunt          | 35  | Mexico                | Secondes   |
| 1         | Matraka          | 24             | Purísima del Rincón   | Secondes   | 2      | Horacio Potasio    | 20  | Chihuahua             | Secondes   |
| 1         | Regina Voce      | 41             | Mexico                | Secondes   | 2      | Jenary Bloom       | 27  | Tepatitlán de Morelos | Secondes   |
| 1         | Lady Kero        | 33             | Oaxaca de Juárez      | 5e place   | 2      | Elektra Vandergeld | 26  | Mexico                | 5e place   |
| 1         | Margaret Y Ya    | 28             | Mexico                | 6e place   | 2      | Unique             | 27  | Aguascalientes        | 6e place   |
| 1         | Argennis         | 26             | Ciudad Juárez         | 7e place   | 2      | Luna Lansman       | 36  | Mexico                | 7e place   |
| 1         | Serena Morena    | 34             | Aguascalientes        | 8e place   | 2      | Suculenta          | 27  | Mexico                | 8e place   |
| 1         | Pixie Pixie      | 32             | Mexico                | 9e place   | 2      | Ava Pocket         | 29  | Ciudad Madero         | 9e place   |
| 1         | Vermelha Noir    | 24             | Santiago de Querétaro | 10e place  | 2      | Garçonne           | 29  | Santiago de Querétaro | 10e place  |
| 1         | Miss Vallarta    | 25             | Guadalajara           | 11e place  | 2      | María Bonita       | 31  | Monterrey             | 11e place  |
|           |                  |                |                       |            | 2      | Nina de la Fuente  | 33  | Mexico                | 12e place  |
| Ignus Ars | 23               | Aguascalientes | 13e place             |            | 2      |                    |     |                       |            |

## Asie

### Philippines
| Saison | Candidate             | Âge | Résidence                  | Classement        | Saison | Candidate             | Âge | Résidence      | Classement          |
| ------ | --------------------- | --- | -------------------------- | ----------------- | ------ | --------------------- | --- | -------------- | ------------------- |
| 1      | Precious Paula Nicole | 35  | Daet                       | Gagnante          | 2      | Captivating Katkat    | 38  | Santa Maria    | Gagnante            |
| 1      | Marina Summers        | 25  | Makati                     | Seconde           | 2      | Arizona Brandy        | 25  | Makati         | Seconde             |
| 1      | Eva Le Queen          | 33  | Marikina                   | 3e place 4e place | 2      | Bernie                | 35  | Mandaluyong    | 3e place 4e place   |
| 1      | Xilhouete             | 34  | Cabanatuan                 | 3e place 4e place | 2      | M1ss Jade So          | 23  | Marikina       | 3e place 4e place   |
| 1      | Minty Fresh           | 31  | Quezon City                | 5e place          | 2      | Hana Beshie           | 24  | Cagayán de Oro | 5e place 6e place   |
| 1      | Brigiding             | 29  | Mandaluyong                | 6e place          | 2      | ØV Cünt               | 24  | Rosario        | 5e place 6e place   |
| 1      | Viñas DeLuxe          | 25  | San Jose Del Monte         | 7e place          | 2      | DeeDee Marié Holliday | 39  | Tayabas        | 7e place            |
| 1      | Lady Morgana          | 30  | Davao                      | 8e place          | 2      | Matilduh              | 24  | Vigan          | 8e place            |
| 1      | Turing                | 29  | Cainta                     | 9e place          | 2      | Verushka Levels       | 36  | Hong Kong      | 9e place            |
| 1      | Gigi Era              | 38  | Melbourne (Australie)      | 10e place         | 2      | Tiny DeLuxe           | 22  | Pasig          | 10e place           |
| 1      | Corazon               | 34  | Bolinao                    | 11e place         | 2      | Astrid Mercury        | 29  | Mandaluyong    | 11e place 12e place |
| 1      | Prince                | 25  | Calumpit                   | 12e place         | 2      | Nicole Pardaux        | 37  | Cebu City      | 11e place 12e place |
|        |                       |     |                            |                   |        |                       |     |                |                     |
| 3      | Maxie                 | 31  | Manille                    | Gagnante          |        |                       |     |                |                     |
| 3      | Khianna               | 34  | Cagayán de Oro             | Seconde           |        |                       |     |                |                     |
| 3      | Angel                 | 35  | Manille                    | 3e place 4e place |        |                       |     |                |                     |
| 3      | Tita Baby             | 30  | Marikina                   | 3e place 4e place |        |                       |     |                |                     |
| 3      | Zymba Ding            | 34  | Caloocan                   | 5e place          |        |                       |     |                |                     |
| 3      | Myx Chanel            | 29  | Marikina                   | 6e place          |        |                       |     |                |                     |
| 3      | Popstar Bench         | 25  | Manille                    | 7e place          |        |                       |     |                |                     |
| 3      | John Fedellaga        | 33  | San Francisco (États-Unis) | 8e place          |        |                       |     |                |                     |
| 3      | J Quinn               | 25  | Caloocan                   | 9e place          |        |                       |     |                |                     |
| 3      | Yudipota              | 38  | Bacolod                    | 10e place         |        |                       |     |                |                     |
| 3      | Versex                | 29  | Manille                    | 11e place         |        |                       |     |                |                     |

### Thaïlande
| Saison         | Candidate         | Âge       | Résidence                  | Classement        | Saison | Candidate          | Âge | Résidence           | Classement |
| -------------- | ----------------- | --------- | -------------------------- | ----------------- | ------ | ------------------ | --- | ------------------- | ---------- |
| 1              | Natalia Pliacam   | 37        | Bangkok                    | Gagnante          | 2      | Angele Anang       | 24  | Nakhon Ratchasima   | Gagnante   |
| 1              | Année Maywong     | 30        | Bangkok                    | Seconde           | 2      | Kana Warrior       | 29  | Nakhon Sawan        | Secondes,  |
| 1              | Dearis Doll       | 30        | Nakhon Pathom              | 3e place          | 2      | Kandy Zyanide      | 26  | Chiang Mai          | Secondes,  |
| 1              | B Ella            | 30        | Nakhon Ratchasima          | 4e place          | 2      | Bandit †           | 34  | Phrae               | 4e place   |
| 1              | Amadiva           | 24        | Bangkok                    | 5e place          | 2      | Vanda Miss Joaquim | 29  | Singapour           | 5e place   |
| 1              | JAJA              | 34        | Imus (Philippines)         | 6e place          | 2      | Srimala            | 29  | Udon Thani          | 6e place   |
| 1              | Petchra           | 30        | Rayong                     | 7e place          | 2      | Tormai             | 28  | Nakhon Si Thammarat | 7e place   |
| 1              | Morrigan          | 18        | Bangkok                    | 8e place          | 2      | Genie              | 30  | Hong Kong (Chine)   | 8e place   |
| 1              | Bunny Be Fly      | 25        | Nakhon Ratchasima          | 9e place          | 2      | Miss Gimhuay       | 24  | Chonburi            | 9e place   |
| 1              | Meannie Minaj     | 26        | Phrae                      | 10e place         | 2      | Mocha Diva         | 30  | Hong Kong (Chine)   | 10e place  |
|                |                   |           |                            |                   | 2      | Maya B'Haro        | 33  | Phuket              | 11e place  |
| Katy Killer    | 24                | Bangkok   | 12e place                  |                   | 2      |                    |     |                     |            |
| Silver Sonic   | 22                | Khon Kaen | 13e place                  |                   | 2      |                    |     |                     |            |
| M Stranger Fox | 33                | Bangkok   | 14e place                  |                   | 2      |                    |     |                     |            |
|                |                   |           |                            |                   |        |                    |     |                     |            |
| 3              | Frankie Wonga     | 30        | Bangkok                    | Gagnante          |        |                    |     |                     |            |
| 3              | Zepee             | 29        | Phrae                      | Seconde           |        |                    |     |                     |            |
| 3              | Gawdland          | 22        | Chiang Mai                 | 3e place 4e place |        |                    |     |                     |            |
| 3              | Spicy Sunshine    | 30        | Bangkok                    | 3e place 4e place |        |                    |     |                     |            |
| 3              | Nane Sphera       | 33        | Chiang Mai                 | 5e place          |        |                    |     |                     |            |
| 3              | Gigi Ferocious    | 28        | Bangkok                    | 6e place          |        |                    |     |                     |            |
| 3              | Siam Phusri       | 34        | San Francisco (États-Unis) | 7e place          |        |                    |     |                     |            |
| 3              | Benze Diva        | 42        | Samut Prakan               | 8e place          |        |                    |     |                     |            |
| 3              | Shortgun          | 22        | Chiang Mai                 | 9e place          |        |                    |     |                     |            |
| 3              | Kara Might        | 27        | Ratchaburi                 | 10e place         |        |                    |     |                     |            |
| 3              | Srirasha Hotsauce | 27        | Bangkok                    | 11e place         |        |                    |     |                     |            |

## Europe

### Allemagne
| Saison | Candidate            | Âge | Résidence         | Classement |
| ------ | -------------------- | --- | ----------------- | ---------- |
| 1      | Pandora Nox          | 29  | Vienne (Autriche) | Gagnante   |
| 1      | Metamorkid           | 24  | Vienne (Autriche) | Secondes   |
| 1      | Yvonne Nightstand    | 29  | Berlin            | Secondes   |
| 1      | Kelly Heelton        | 41  | Wiesbaden         | 4e place   |
| 1      | Loreley Rivers       | 24  | Düsseldorf        | 5e place   |
| 1      | Victoria Shakespears | 29  | Bâle (Suisse)     | 6e place   |
| 1      | Nikita Vegaz         | 38  | Berlin            | 7e place   |
| 1      | Tessa Testicle       | 25  | Bâle (Suisse)     | 8e place   |
| 1      | LéLé Cocoon          | 23  | Francfort         | 9e place   |
| 1      | The Only Naomy       | 22  | Cologne           | 10e place  |
| 1      | Barbie Q             | 25  | Munich            | 11e place  |

### Belgique
| Saison | Candidate            | Âge | Résidence | Classement | Saison | Candidate     | Âge | Résidence           | Classement        |
| ------ | -------------------- | --- | --------- | ---------- | ------ | ------------- | --- | ------------------- | ----------------- |
| 1      | Drag Couenne         | 24  | Bruxelles | Gagnante   | 2      | Alvilda       | 29  | Bruxelles           | Gagnante          |
| 1      | Athena Sorgelikis    | 27  | Bruxelles | Seconde    | 2      | La Veuve      | 37  | Bruxelles           | Seconde           |
| 1      | Susan                | 26  | Gand      | 3e place   | 2      | Gabanna       | 27  | Bruxelles           | 3e place 4e place |
| 1      | Mademoiselle Boop    | 37  | Bruxelles | 4e place   | 2      | Loulou Velvet | 31  | Bruxelles           | 3e place 4e place |
| 1      | Peach                | 23  | Liège     | 5e place   | 2      | Chloe Clarke  | 29  | Gand                | 5e place          |
| 1      | Valenciaga           | 26  | Gand      | 6e place   | 2      | Star          | 43  | Anvers              | 6e place          |
| 1      | Mocca Bone           | 35  | Bruxelles | 7e place   | 2      | Morphæ        | 23  | Bruxelles           | 7e place          |
| 1      | Edna Sorgelsen       | 34  | Liège     | 8e place   | 2      | Madame Yoko   | 33  | Luxembourg          | 8e place          |
| 1      | Amanda Tears         | 22  | Mouscron  | 9e place   | 2      | Sarah Logan   | 35  | Lisbonne (Portugal) | 9e place          |
| 1      | Brittany von Bottoks | 36  | Mons      | 10e place  |        |               |     |                     |                   |

### Espagne

#### Drag Race España
| Saison       | Candidate                  | Âge  | Résidence                    | Classement        | Saison | Candidate            | Âge | Résidence                    | Classement |
| ------------ | -------------------------- | ---- | ---------------------------- | ----------------- | ------ | -------------------- | --- | ---------------------------- | ---------- |
| 1            | Carmen Farala              | 31   | Séville                      | Gagnante          | 2      | Sharonne             | 45  | Barcelone                    | Gagnante   |
| 1            | Killer Queen               | 31   | Madrid                       | Secondes          | 2      | Estrella Xtravaganza | 25  | Barcelone                    | Secondes   |
| 1            | Sagittaria                 | 22   | Barcelone                    | Secondes          | 2      | Venedita Von Däsh    | 30  | Madrid                       | Secondes   |
| 1            | Pupi Poisson               | 38   | Madrid                       | 4e place          | 2      | Marina               | 34  | Valence                      | 4e place   |
| 1            | Dovima Nurmi               | 24   | Barcelone                    | 5e place          | 2      | Juriji Der Klee      | 31  | Bruxelles (Belgique)         | 5e place   |
| 1            | Hugáceo Crujiente          | 25   | Valence                      | 6e place          | 2      | Drag Sethlas         | 30  | Las Palmas de Grande Canarie | 6e place   |
| 1            | Arantxa Castilla-La Mancha | 23   | Badajoz                      | 7e place          | 2      | Diamante Merybrown   | 26  | Madrid                       | 7e place   |
| 1            | Inti                       | 20   | Anvers (Belgique)            | 8e place          | 2      | Onyx                 | 33  | Madrid                       | 8e place   |
| 1            | Drag Vulcano               | 30   | Las Palmas de Grande Canarie | 9e place          | 2      | Jota Carajota        | 18  | Madrid                       | 9e place   |
| 1            | The Macarena               | 29   | Cadix                        | 10e place         | 2      | Samantha Ballentines | 35  | Cadix                        | 10e place  |
|              |                            |      |                              |                   | 2      | Ariel Rec            | 31  | Madrid                       | 11e place  |
| Marisa Prisa | 28                         | Lugo | 12e place                    |                   | 2      |                      |     |                              |            |
|              |                            |      |                              |                   |        |                      |     |                              |            |
| 3            | Pitita                     | 27   | Barcelone                    | Gagnante          | 4      | Le Cocó              | 28  | Madrid                       | Gagnante   |
| 3            | Vania Vainilla             | 39   | Saragosse                    | Seconde           | 4      | La Bella Vampi       | 31  | Valence                      | Seconde    |
| 3            | Hornella Góngora           | 35   | Alicante                     | 3e place 4e place | 4      | Chloe Vittu          | 23  | Barcelone                    | 3e place   |
| 3            | Kelly Roller               | 30   | Torremolinos                 | 3e place 4e place | 4      | La Niña Delantro     | 22  | Castellón de la Plana        | 4e place   |
| 3            | Clover Bish                | 24   | Barcelone                    | 5e place          | 4      | Mariana Stars        | 28  | Mérida (Venezuela)           | 5e place   |
| 3            | Bestiah                    | 30   | Madrid                       | 6e place          | 4      | Megui Yeillow        | 31  | Valence                      | 6e place   |
| 3            | Pakita                     | 28   | Séville                      | 7e place 8e place | 4      | Angelita La Perversa | 44  | Séville                      | 7e place   |
| 3            | Pink Chadora               | 38   | Malaga                       | 7e place 8e place | 4      | Miss Khristo         | 31  | Madrid                       | 8e place   |
| 3            | Visa                       | 34   | Barcelone                    | 9e place          | 4      | Kelly Passa!?        | 38  | Barcelone                    | 9e place   |
| 3            | The Macarena               | 31   | Cadix                        | 10e place         | 4      | Dita Dubois          | 37  | Tenerife                     | 10e place  |
| 3            | Chanel Anorex              | 31   | Salamanque                   | 11e place         | 4      | Porca Theclubkid     | 39  | Madrid                       | 11e place  |
| 3            | Drag Chuchi                | 32   | Las Palmas de Grande Canarie | 12e place         | 4      | Shani LaSanta        | 25  | Jerez de la Frontera         | 12e place  |
| 3            | María Edília               | 41   | Madrid                       | 13e place         |        |                      |     |                              |            |

#### Drag Race España All Stars
| Saison | Candidate            | Âge | Saison originale | Classement original | Classement        |
| ------ | -------------------- | --- | ---------------- | ------------------- | ----------------- |
| 1      | Drag Sethlas         | 31  | Saison 2         | 6e place            | Gagnante          |
| 1      | Samantha Ballentines | 36  | Saison 2         | 10e place           | Seconde           |
| 1      | Hornella Góngora     | 35  | Saison 3         | 3e/4e place         | 3e place 4e place |
| 1      | Juriji Der Klee      | 32  | Saison 2         | 5e place            | 3e place 4e place |
| 1      | Pupi Poisson         | 41  | Saison 1         | 4e place            | 5e place          |
| 1      | Sagittaria           | 24  | Saison 1         | Seconde             | 6e place          |
| 1      | Pakita               | 28  | Saison 3         | 7e/8e place         | 7e place          |
| 1      | Onyx Unleashed       | 34  | Saison 2         | 8e place            | 8e place          |
| 1      | Pink Chadora         | 38  | Saison 3         | 7e/8e place         | 9e place          |

### France

#### Drag Race France
| Saison | Candidate        | Âge | Résidence            | Classement        | Saison | Candidate    | Âge | Résidence       | Classement        |
| ------ | ---------------- | --- | -------------------- | ----------------- | ------ | ------------ | --- | --------------- | ----------------- |
| 1      | Paloma           | 30  | Clermont-Ferrand     | Gagnante          | 2      | Keiona       | 31  | Paris           | Gagnante          |
| 1      | La Grande Dame   | 23  | Nice                 | Secondes          | 2      | Sara Forever | 33  | Bordeaux        | Seconde           |
| 1      | Soa de Muse      | 30  | Saint-Denis          | Secondes          | 2      | Mami Watta   | 24  | Saint-Denis     | 3e place 4e place |
| 1      | Lolita Banana    | 36  | Paris                | 4e place          | 2      | Punani       | 32  | Paris           | 3e place 4e place |
| 1      | La Big Bertha    | 36  | Paris                | 5e place          | 2      | Piche        | 26  | Arles           | 5e place          |
| 1      | Elips            | 26  | Bordeaux             | 6e place          | 2      | Cookie Kunty | 29  | Paris           | 6e place          |
| 1      | Kam Hugh         | 23  | Paris                | 7e place          | 2      | Moon         | 31  | Genève (Suisse) | 7e place          |
| 1      | La Briochée      | 31  | Palaiseau            | 8e place          | 2      | Ginger Bitch | 44  | Nice            | 8e place          |
| 1      | Lova Ladiva      | 32  | Toulouse             | 9e place          | 2      | Kitty Space  | 27  | Lyon            | 9e place          |
| 1      | La Kahena        | 29  | Paris                | 10e place         | 2      | Vespi        | 23  | Lille           | 10e place         |
|        |                  |     |                      |                   | 2      | Rose         | 32  | Paris           | 11eplace          |
|        |                  |     |                      |                   |        |              |     |                 |                   |
| 3      | Le Filip         | 29  | Paris                | Gagnante          |        |              |     |                 |                   |
| 3      | Ruby On The Nail | 34  | Marseille            | Seconde           |        |              |     |                 |                   |
| 3      | Leona Winter     | 28  | Perpignan            | 3e place 4e place |        |              |     |                 |                   |
| 3      | Lula Strega      | 27  | Paris                | 3e place 4e place |        |              |     |                 |                   |
| 3      | Misty Phoenix    | 24  | Avignon              | 5e place          |        |              |     |                 |                   |
| 3      | Perseo           | 21  | Las Palmas (Espagne) | 6e place          |        |              |     |                 |                   |
| 3      | Norma Bell       | 25  | Saint-Denis          | 7e place          |        |              |     |                 |                   |
| 3      | Edeha Noire      | 34  | Lyon                 | 8e place          |        |              |     |                 |                   |
| 3      | Magnetica        | 24  | Paris                | 9e place          |        |              |     |                 |                   |
| 3      | Afrodite Amour   | 27  | Lyon                 | 10e place         |        |              |     |                 |                   |

#### Drag Race France All Stars
| Saison | Candidate     | Âge | Saison originale | Classement original | Classement |
| ------ | ------------- | --- | ---------------- | ------------------- | ---------- |
| 1      | Elips         | 29  | Saison 1         | 6e place            | À venir    |
| 1      | Mami Watta    | 26  | Saison 2         | 3e / 4e place       | À venir    |
| 1      | Misty Phoenix | 25  | Saison 3         | 5e place            | À venir    |
| 1      | Moon          | 33  | Saison 2         | 7e place            | À venir    |
| 1      | Piche         | 28  | Saison 2         | 5e place            | À venir    |
| 1      | Kam Hugh      | 26  | Saison 1         | 7e place            | 6e place   |
| 1      | La Big Bertha | 40  | Saison 1         | 5e place            | 7e place   |
| 1      | Punani        | 34  | Saison 2         | 3e / 4e place       | 8e place   |
| 1      | Soa de Muse   | 36  | Saison 1         | Seconde             | 9e place   |
| 1      | Magnetica     | 25  | Saison 3         | 9e place            | 10e place  |

### Italie
| Saison  | Candidate              | Âge  | Résidence             | Classement        | Saison | Candidate       | Âge | Résidence | Classement |
| ------- | ---------------------- | ---- | --------------------- | ----------------- | ------ | --------------- | --- | --------- | ---------- |
| 1       | Elektra Bionic         | 27   | Turin                 | Gagnante          | 2      | La Diamond      | 34  | Riesi     | Gagnante   |
| 1       | Farida Kant            | 33   | Lecce                 | Secondes          | 2      | Aura Eternal    | 24  | Palerme   | Secondes   |
| 1       | Le Riche               | 35   | Palerme               | Secondes          | 2      | Nehellenia      | 31  | Rome      | Secondes   |
| 1       | Luquisha Labamba       | 33   | Bologne               | 4e place          | 2      | La Petite Noire | 32  | Palerme   | 4e place   |
| 1       | Ava Hangar             | 36   | Carbonia              | 5e place          | 2      | Skandalove      | 33  | Bisceglie | 5e place   |
| 1       | Divinity               | 27   | Naples                | 6e place          | 2      | Gioffré         | 25  | Rome      | 6e place   |
| 1       | Enorma Jean            | 46   | Milan                 | 7e place          | 2      | Panthera Virus  | 29  | Florence  | 7e place   |
| 1       | Ivana Vamp             | 32   | Arezzo                | 8e place          | 2      | Obama           | 33  | Rome      | 8e place   |
|         |                        |      |                       |                   | 2      | Tanissa Yoncè   | 28  | Catane    | 9e place   |
| Narciso | 29                     | Rome | 10e place             |                   | 2      |                 |     |           |            |
|         |                        |      |                       |                   |        |                 |     |           |            |
| 3       | Lina Galore            | 34   | Avellino              | Gagnante          |        |                 |     |           |            |
| 3       | Melissa Bianchini      | 36   | Rome                  | Seconde           |        |                 |     |           |            |
| 3       | La Sheeva              | 37   | Tropea                | 3e place 4e place |        |                 |     |           |            |
| 3       | Silvana Della Magliana | 44   | Latina                | 3e place 4e place |        |                 |     |           |            |
| 3       | Sypario                | 29   | Caserte               | 5e place          |        |                 |     |           |            |
| 3       | Leila Yarn             | 24   | Palerme               | 6e place          |        |                 |     |           |            |
| 3       | La Prada               | 25   | Milan                 | 7e place          |        |                 |     |           |            |
| 3       | Sissy Lea              | 44   | Londres (Royaume-Uni) | 8e place          |        |                 |     |           |            |
| 3       | Morgana Cosmica        | 38   | Bologne               | 9e place          |        |                 |     |           |            |
| 3       | Lightning Aurora       | 24   | Cagliari              | 10e place         |        |                 |     |           |            |
| 3       | Vezirja                | 32   | Tirana (Albanie)      | 11e place         |        |                 |     |           |            |
| 3       | Amy Kraia              | 31   | Brescia               | 12e place         |        |                 |     |           |            |
| 3       | Adriana Picasso        | 29   | Padoue                | 13e place         |        |                 |     |           |            |

### Pays-Bas
| Saison | Candidate         | Âge | Résidence         | Classement        | Saison | Candidate           | Âge | Résidence | Classement |
| ------ | ----------------- | --- | ----------------- | ----------------- | ------ | ------------------- | --- | --------- | ---------- |
| 1      | Envy Peru         | 31  | Amsterdam         | Gagnante          | 2      | Vanessa Van Cartier | 41  | Rotterdam | Gagnante   |
| 1      | Janey Jacké       | 28  | La Haye           | Seconde           | 2      | My Little Puny      | 39  | Amsterdam | Seconde    |
| 1      | Ma'Ma Queen       | 30  | Rotterdam         | 3e place 4e place | 2      | Vivaldi             | 22  | Enschede  | 3e place   |
| 1      | Miss Abby OMG     | 25  | Bréda             | 3e place 4e place | 2      | Keta Minaj          | 39  | Amsterdam | 4e place   |
| 1      | ChelseaBoy        | 26  | Amsterdam         | 5e place          | 2      | Tabitha             | 45  | Amsterdam | 5e place   |
| 1      | Sederginne        | 26  | Anvers (Belgique) | 6e place          | 2      | The Countess        | 22  | Amsterdam | 6e place   |
| 1      | Madame Madness    | 24  | Rotterdam         | 7e place          | 2      | Ivy-Elyse           | 35  | Amsterdam | 7e place   |
| 1      | Megan Schoonbrood | 32  | Rotterdam         | 8e place          | 2      | Love Masisi         | 40  | Amsterdam | 8e place   |
| 1      | Patty Pam-Pam     | 34  | Amsterdam         | 9e place          | 2      | Reggy B             | 25  | Amsterdam | 9e place   |
| 1      | Roem              | 21  | Tilbourg          | 10e place         | 2      | Juicy Kutoure       | 34  | Amsterdam | 10e place  |

### Royaume-Uni

#### RuPaul's Drag Race UK
| Saison             | Candidate         | Âge        | Résidence             | Classement        | Saison | Candidate          | Âge | Résidence        | Classement        |
| ------------------ | ----------------- | ---------- | --------------------- | ----------------- | ------ | ------------------ | --- | ---------------- | ----------------- |
| 1                  | The Vivienne †    | 27         | Liverpool             | Gagnante          | 2      | Lawrence Chaney    | 23  | Glasgow          | Gagnante          |
| 1                  | Divina De Campo   | 35         | Brighouse             | Seconde           | 2      | Bimini Bon Boulash | 26  | Great Yarmouth   | Secondes          |
| 1                  | Baga Chipz        | 29         | Londres               | 3e place          | 2      | Tayce              | 25  | Newport          | Secondes          |
| 1                  | Cheryl Hole       | 25         | Chelmsford            | 4e place          | 2      | Ellie Diamond      | 21  | Dundee           | 4e place          |
| 1                  | Blu Hydrangea     | 23         | Belfast               | 5e place          | 2      | A'Whora            | 23  | Worksop          | 5e place          |
| 1                  | Crystal           | 35         | Londres               | 6e place          | 2      | Sister Sister      | 31  | Liverpool        | 6e place          |
| 1                  | Sum Ting Wong     | 30         | Birmingham            | 7e place          | 2      | Tia Kofi           | 30  | Londres          | 7e place          |
| 1                  | Vinegar Strokes   | 35         | Londres               | 8e place          | 2      | Joe Black          | 30  | Brighton         | 8e place          |
| 1                  | Scaredy Kat       | 19         | Cricklade             | 9e place          | 2      | Veronica Green     | 34  | Rochdale         | 9e place          |
| 1                  | Gothy Kendoll     | 21         | Leicester             | 10e place         | 2      | Ginny Lemon        | 31  | Worcester        | 10e place         |
|                    |                   |            |                       |                   | 2      | Asttina Mandella   | 27  | Londres          | 11e place         |
| Cherry Valentine † | 26                | Darlington | 12e place             |                   | 2      |                    |     |                  |                   |
|                    |                   |            |                       |                   |        |                    |     |                  |                   |
| 3                  | Krystal Versace   | 19         | Royal Tunbridge Wells | Gagnante          | 4      | Danny Beard        | 29  | Liverpool        | Gagnante          |
| 3                  | Ella Vaday        | 32         | Dagenham              | Secondes          | 4      | Cheddar Gorgeous   | 38  | Manchester       | Secondes          |
| 3                  | Kitty Scott-Claus | 29         | Birmingham            | Secondes          | 4      | Black Peppa        | 29  | Birmingham       | 3e place 4e place |
| 3                  | Vanity Milan      | 29         | Londres               | 4e place          | 4      | Jonbers Blonde     | 33  | Belfast          | 3e place 4e place |
| 3                  | Scarlett Harlett  | 26         | Londres               | 5e place          | 4      | Pixie Polite       | 29  | Brighton         | 5e place          |
| 3                  | Choriza May       | 30         | Newcastle             | 6e place 7e place | 4      | Dakota Schiffer    | 22  | Horsham          | 6e place          |
| 3                  | River Medway      | 22         | Medway                | 6e place 7e place | 4      | Le Fil             | 36  | Brighouse        | 7e place          |
| 3                  | Charity Kase      | 24         | Blackburn             | 8e place          | 4      | Baby               | 25  | Londres          | 8e place          |
| 3                  | Veronica Green    | 35         | Rochdale              | 9e place          | 4      | Sminty Drop        | 23  | Clitheroe        | 9e place          |
| 3                  | Victoria Scone    | 27         | Cardiff               | 10e place         | 4      | Copper Topp        | 38  | Cheltenham       | 10e place         |
| 3                  | Elektra Fence     | 29         | Burnley               | 11e place         | 4      | Starlet            | 23  | Reigate          | 11e place         |
| 3                  | Anubis            | 19         | Brighton              | 12e place         | 4      | Just May           | 32  | Essex            | 12e place         |
|                    |                   |            |                       |                   |        |                    |     |                  |                   |
| 5                  | Ginger Johnnson   | 34         | Durham                | Gagnante          | 6      | Kyran Thrax        | 26  | Londres          | Gagnante          |
| 5                  | Michael Marouli   | 39         | Newcastle             | Seconde           | 6      | La Voix            | 43  | Stockton-on-tees | Seconde           |
| 5                  | Tomara Thomas     | 25         | Hartlepool            | 3e place          | 6      | Rileasa Slaves     | 32  | Londres          | 3e place 4e place |
| 5                  | DeDeLicious       | 20         | Royal Tunbridge Wells | 4e place          | 6      | Marmalade          | 24  | Cardiff          | 3e place 4e place |
| 5                  | Kate Butch        | 26         | Buxton                | 5e place          | 6      | Lill               | 36  | Manchester       | 5e place          |
| 5                  | Cara Melle        | 26         | Londres               | 6e place          | 6      | Charra Tea         | 23  | Belfast          | 6e place          |
| 5                  | Vicki Vivacious   | 36         | Cornouailles          | 7e place          | 6      | Actavia            | 21  | Bala             | 7e place          |
| 5                  | Banksie           | 23         | Manchester            | 8e place          | 6      | Chanel O'Connor    | 25  | Manchester       | 8e place          |
| 5                  | Miss Naomi Carter | 23         | Doncaster             | 9e place          | 6      | Kiki Snatch        | 25  | Londres          | 9e place          |
| 5                  | Alexis Saint-Pete | 28         | Londres               | 10e place         | 6      | Zahira Zapanta     | 28  | Nottingham       | 10e place         |
|                    |                   |            |                       |                   | 6      | Dita Garbo         | 48  | Folkestone       | 11e place         |
| Saki Yew           | 33                | Manchester | 12e place             |                   | 6      |                    |     |                  |                   |

### Suède
| Saison | Candidate           | Âge | Résidence          | Classement |
| ------ | ------------------- | --- | ------------------ | ---------- |
| 1      | Admira Thunderpussy | 28  | Stockholm          | Gagnante   |
| 1      | Fontana             | 29  | Stockholm          | Seconde    |
| 1      | Vanity Vain         | 31  | Stockholm          | 3e place   |
| 1      | Elecktra            | 35  | Helsingborg        | 4e place   |
| 1      | Antonina Nutshell   | 28  | Göteborg           | 5e place   |
| 1      | Santana Sexmachine  | 28  | Berlin (Allemagne) | 6e place   |
| 1      | Imaa Queen          | 28  | Stockholm          | 7e place   |
| 1      | Endigo              | 30  | Tokyo (Japon)      | 8e place   |
| 1      | Almighty Aphroditey | 20  | Mora               | 9e place   |

## Océanie

### Australie/Nouvelle-Zélande
| Saison | Candidate          | Âge | Résidence | Classement | Saison | Candidate        | Âge | Résidence        | Classement |
| ------ | ------------------ | --- | --------- | ---------- | ------ | ---------------- | --- | ---------------- | ---------- |
| 1      | Kita Mean          | 34  | Auckland  | Gagnante   | 2      | Spankie Jackzon  | 37  | Palmerston North | Gagnante   |
| 1      | Art Simone         | 28  | Melbourne | Secondes   | 2      | Hannah Conda     | 30  | Sydney           | Secondes   |
| 1      | Karen From Finance | 32  | Melbourne | Secondes   | 2      | Kween Kong       | 29  | Adélaïde         | Secondes   |
| 1      | Scarlet Adams      | 27  | Perth     | Secondes   | 2      | Molly Poppinz    | 30  | Newcastle        | 4e place   |
| 1      | Elektra Shock      | 27  | Auckland  | 5e place   | 2      | Beverly Kills    | 21  | Brisbane         | 5e place   |
| 1      | Maxi Shield        | 46  | Sydney    | 6e place   | 2      | Yuri Guaii       | 25  | Auckland         | 6e place   |
| 1      | Etcetera Etcetera  | 22  | Sydney    | 7e place   | 2      | Minnie Cooper    | 50  | Sydney           | 7e place   |
| 1      | Anita Wigl'it      | 31  | Auckland  | 8e place   | 2      | Pomara Fifth     | 28  | Sydney           | 8e place   |
| 1      | Coco Jumbo         | 30  | Sydney    | 9e place   | 2      | Aubrey Haive     | 25  | Timaru           | 9e place   |
| 1      | Jojo Zaho          | 30  | Newcastle | 10e place  | 2      | Faúx Fúr         | 27  | Sydney           | 10e place  |
|        |                    |     |           |            |        |                  |     |                  |            |
| 3      | Isis Avis Loren    | 33  | Melbourne | Gagnante   | 4      | Lazy Susan       | 32  | Melbourne        | Gagnante   |
| 3      | Gabriella Labucci  | 31  | Ballarat  | Seconde    | 4      | Mandy Moobs      | 33  | Brisbane         | Secondes   |
| 3      | Flor               | 25  | Auckland  | 3e place   | 4      | Vybe             | 32  | Sydney           | Secondes   |
| 3      | Hollywould Star    | 34  | Sydney    | 4e place   | 4      | Freya Armani     | 24  | Brisbane         | 4e place   |
| 3      | Bumpa Love         | 51  | Melbourne | 5e place   | 4      | Nikita Iman      | 27  | Auckland         | 5e place   |
| 3      | Ashley Madison     | 25  | Melbourne | 6e place   | 4      | Max Drag Queen   | 24  | Melbourne        | 6e place   |
| 3      | Rita Menu          | 24  | Hamilton  | 7e place   | 4      | Brenda Bressed   | 24  | Melbourne        | 7e place   |
| 3      | Ivanna Drink       | 26  | Auckland  | 8e place   | 4      | Lucina Innocence | 28  | Auckland         | 8e place   |
| 3      | Ivory Glaze        | 26  | Sydney    | 9e place   | 4      | Karna Ford       | 27  | Sydney           | 9e place   |
| 3      | Amyl               | 27  | Sydney    | 10e place  | 4      | Olivia Dreams    | 26  | Auckland         | 10e place  |